# Zaineb Sghaier
Zaineb Sghaier (ur. 25 września 2002) – tunezyjska zapaśniczka walcząca w stylu wolnym. Dwukrotna olimpijka. Zajęła dziesiąte miejsce w Paryżu 2024 w kategorii do 76 kg i szesnaste w Tokio 2020 w tej samej wadze.
Złota medalistka mistrzostw Afryki w 2020 i 2024; srebrna w 2022 i brązowa w 2023. Siódma na igrzyskach śródziemnomorskich w 2022. Mistrzyni Afryki juniorów w 2019, 2020 i 2022 i kadetów w 2017 i 2019 roku.